# Wujiang
Wu Jiang eller Wujiang (乌江), er en flod i Kina og en af de største bifloder til Yangtze.
Den har sine kilder ved Weining, vest i Guizhou-provinsen, og løber ca. 1.530 km øst og nordover til den møder Yangtze ved Fuling.
Floden løber gennem et barsk landskab, og har 15 større bifloder; de fleste af dem er blevet udnyttet til vandkraftværker. Floden afvandingsområde er på 80.000 km2, eller omkring 1/120 af Kinas landareal. Siden 1950 har reguleringer gjort flodens nederste 500 km farbare for skibstrafik.
Floden udgør de 40 km af «den anden kløft» af de tre slugter som nu er opstemmet af De Tre Slugters Dæmning.